# Nas Portas do Cu
Nas Portas do Cu é o décimo quarto álbum de estúdio do cantor brasileiro Rogério Skylab, e a segunda parte de sua "Trilogia do Cu". Foi lançado de forma independente em 1º de janeiro de 2019, estando disponível para download gratuito no site oficial do músico e em plataformas de streaming.
O álbum e a trilogia da qual faz parte como um todo foram originalmente anunciados por Skylab em sua página oficial do Facebook em 7 de março de 2018. Numa postagem posterior, de 3 de dezembro, ele afirmou que a produção de Nas Portas do Cu estava "quase pronta" e que o disco seria lançado em 1º de janeiro do ano seguinte. Livio Tragtenberg, que anteriormente colaborou com Skylab na trilogia de álbuns Skylab & Tragtenberg, contribuiu com Nas Portas do Cu em sua pré-mixagem e cedendo seus samples.
A faixa "Catatau" é uma alusão ao romance experimental epônimo de Paulo Leminski, originalmente publicado em 1975.

## Recepção
Escrevendo para a webzine Esquinas, da Fundação Cásper Líbero, Henrique Artuni falou muito favoravelmente de Nas Portas do Cu, chamando-o de um álbum "cuja grandeza pode ser comparada à de Skylab VII, Skylab X e Skygirls". Também elogiou Skylab descrevendo-o como um "artista camaleônico", notando como ele e sua música "visivelmente amadureceram" com o tempo.

## Faixas
Todas as faixas escritas e compostas por Rogério Skylab. 
| N.º | Título                           | Duração |  |
| 1.  | "Nas Canções de Amor"            | 9:19    |  |
| 2.  | "Sertão"                         | 3:18    |  |
| 3.  | "A Voz do Cu"                    | 4:17    |  |
| 4.  | "Nas Portas do Cu"               | 5:46    |  |
| 5.  | "Capa Negra"                     | 5:09    |  |
| 6.  | "O Amor Tem Razões"              | 4:20    |  |
| 7.  | "Sem Freio"                      | 4:53    |  |
| 8.  | "Um Anjo Torto"                  | 4:17    |  |
| 9.  | "Catatau"                        | 3:58    |  |
| 10. | "Tarde pra Negar"                | 5:52    |  |
| 11. | "Venham, Saturno, Júpiter..."    | 3:28    |  |
| 12. | "Eu Vou Botar Silicone na Bunda" | 6:56    |  |
| 13. | "Você Sabe que É pra Sempre"     | 3:50    |  |

## Créditos
- Rogério Skylab – vocais, produção
- Thiago Martins – guitarra, violão
- Yves Aworet – baixo
- Alex Curi – bateria
- Livio Tragtenberg – pré-mixagem, samples
- Vânius Marques – mixagem, masterização
- Solange Venturi – arte de capa